# Phaenocarpa differentiata
Phaenocarpa differentiata är en stekelart som beskrevs av Fischer 1975. Phaenocarpa differentiata ingår i släktet Phaenocarpa och familjen bracksteklar. Inga underarter finns listade i Catalogue of Life.